# Melands kommun
Melands kommun (norska: Meland kommune) var en kommun i landskapet Nordhordland i dåvarande Hordaland fylke i västra Norge. Kommunens centralort var tätorten Frekhaug.

## Administrativ historik
Melands kommun upprättades den 15 oktober 1923 genom utbrytning ur Alversunds kommun. Kommunen omfattade då ett område i den södra delen av nuvarande Alvers kommun samt ett mindre område i den norra delen av nuvarande Askøy kommun och hade 1 716 invånare vid upprättandet.
Den 1 januari 1964 gick delar av kommunerna Hamre (ön Flatøy), Herdla (området på ön Holsnøy) och Sæbø (området på ön Holsnøy) upp i Melands kommun. Samtidigt överfördes ett bebott område (Haneviks krets) från Melands kommun till Askøy kommun. Kommunen ökade då från 1 754 invånare före sammanslagningen och överföringen till 2 538 invånare efter.
Den 31 december 2019 upphörde Melands kommun då den tillsammans med kommunerna Lindås och Radøy slogs ihop till den då nybildade Alvers kommun.

## Tätorter
- Frekhaug
- Holme
- Krossneset